# Établissement urbain de Rochtchino
L'établissement urbain de Rochtchino est une entité municipale de Russie formée en 2006, du raïon de Vyborg dans l'oblast de Léningrad. Son siège administratif est la localité de Rochtchino.

## Politique administration
La municipalité est un établissement urbain, qui a été créé en 2005. Elle possède sa propre douma et un chef de l'administration,.

## Population
Recensements (*) et estimations de la population,:
| 2010*  | 2021*  | 2023   | - |
| ------ | ------ | ------ | - |
| 20 006 | 22 008 | 22 155 | - |

## Localités
| Localité               | Nom russe                 | Statut          | Population 2010 | Population 2021 |
| ---------------------- | ------------------------- | --------------- | --------------- | --------------- |
| Volotchaïevka          | Волочаевка                | possiolok       | 338             |                 |
| Ganino                 | Ганино                    | possiolok       | 521             |                 |
| Dom otdykha Lestroïtel | Дом отдыха «Ленстроитель» | possiolok       | 6               |                 |
| Kanneliarvi            | Каннельярви               | village-gare    | 87              |                 |
| Lebiajié               | Лебяжье                   | possiolok       | 528             |                 |
| Moukhino               | Мухино                    | possiolok       | 55              |                 |
| Nakhimovskoïe          | Нахимовское               | possiolok       | 6               |                 |
| Ovsianoïe              | Овсяное                   | possiolok       | 198             |                 |
| Pobeda                 | Победа                    | possiolok       | 2354            |                 |
| Pouchnoïe              | Пушное                    | possiolok       | 1073            |                 |
| Rochtchino             | Рощино                    | commune urbaine |                 | 14 732          |
| Tsvelodoubovo          | Цвелодубово               | possiolok       | 1401            |                 |